# Dix Heures en chasse
Dix Heures en chasse, est une nouvelle de Jules Verne, publiée en 1881.

## Historique
La nouvelle est écrite en 1881, puis éditée dans le Journal d'Amiens. Elle est reprise l'année suivante dans les Mémoires de l'Académie d'Amiens et paraît également chez Hetzel, à la suite du Rayon vert, dans un texte remanié, pour la collection des Voyages extraordinaires. Les illustrations sont de Gédéon Baril.

## Éditions
Texte de la version parue dans les Mémoires de l'Académie d'Amiens :
- Textes oubliés. Union Générale d'Éditions. 1979. 10/18.
- Dix Heures en chasse, Association de recherche et d'étude de la Picardie, 2000. 74 p.[4]
- Bulletin de la Société Jules-Verne 149. 2004.
- Dix Heures en chasse, éditions L'Œil d'or, Paris, 2018. Édition illustrée par Rébecca Brunet.

Texte de la version publiée dans le Figaro Illustré :
- Le Mariage de M. Anselme des Tilleuls suivi de Dix Heures en chasse. Éditions de Saint Mont. 2005.